# Manuel González Ramos
Manuel González Ramos (A Baña, Barcala, 1889 - Alacant, 1979) fou un dirigent socialista valencià d'origen gallec, diputat a les Corts Espanyoles durant la Segona República.

## Biografia
El 1903 va emigrar a l'Havana, on ingressà en el PSOE. Cap al 1913 tornà a Galícia, on va exercir com a mestre fins que es va establir a Alacant el 1929. Allí fou escollit el 1930 secretari-comptador de l'Agrupació Socialista de Llevant i fou empresonat per participar en els incidents de desembre de 1930. El 1931 fou escollit regidor de l'ajuntament d'Alacant, i posteriorment diputat per la província d'Alacant a les eleccions generals espanyoles de 1931 i 1933, alineat sempre en la tendència de Julián Besteiro. Juntament amb Andrés Saborit el 1935 va treure el diari Democracia, que s'oposava a la tendència prosoviètica del partit. A les eleccions generals espanyoles de 1936 intentà formar una llista dissident dins el Front Popular amb Juan Botella Asensi, Romualdo Rodríguez de Vera i Gregori Ridaura, però no assoliren escó.